# Associazione Calcio Entella 1937-1938
Questa voce raccoglie le informazioni riguardanti l'Associazione Calcio Entella nelle competizioni ufficiali della stagione 1937-1938.

## Divise
| Prima divisa |

## Rosa
| N. |                   | Ruolo | Calciatore            |
| -- | ----------------- | ----- | --------------------- |
|    | Italia (bandiera) |       | Paolo Bacigalupo      |
|    | Italia (bandiera) |       | Francesco Bonati      |
|    | Italia (bandiera) |       | Vittorio Bulla        |
|    | Italia (bandiera) |       | Giovanni Canale       |
|    | Italia (bandiera) |       | Romolo Castagnino (I) |
|    | Italia (bandiera) |       | Pietro Caviglia       |
|    | Italia (bandiera) |       | Renato Cianetti       |
|    | Italia (bandiera) | C     | Bruno De Negri        |
|    | Italia (bandiera) |       | Rinaldo Fronzoni      |

| N. |                   | Ruolo | Calciatore         |
| -- | ----------------- | ----- | ------------------ |
|    | Italia (bandiera) |       | Michele Giachino   |
|    | Italia (bandiera) | D     | Rodolfo Martinetto |
|    | Italia (bandiera) | P     | Emanuele Origone   |
|    | Italia (bandiera) |       | Gerolamo Robutti   |
|    | Italia (bandiera) |       | Luigi Traverso     |
|    | Italia (bandiera) |       | Gino Vannucci      |
|    | Italia (bandiera) |       | Luigi Villa        |
|    | Italia (bandiera) | A     | Aldo Zucchero      |